# Mobiele belasting
Een mobiele belasting is een mechanische belasting die zichzelf verplaatst over de constructie. Een mobiele belasting is vanwege zijn veranderlijke aard ook een veranderlijke belasting. Mobiele belasting wordt ook wel verkeersbelasting genoemd.
Door middel van het gebruik van invloedslijnen en invloedsvlakken kan worden bepaald op welke positie, en in welke stand de mobiele belasting de grootste krachten en vervormingen in de constructie veroorzaakt.
Voorbeelden van mobiele belastingen zijn:
- belastingen door spoorverkeer (trams en treinen)
- belastingen door wegverkeer